# Смирнов Ігор Сергійович
Ігор Сергійович Смирнов (рос. Игорь Сергеевич Смирнов; 27 травня 1981, Сєверодвінськ, РРФСР — 9 вересня 2022, район села Мала Комишуваха, Ізюмський район Харківської області) — російський військовослужбовець, сержант ЗС РФ. Герой Російської Федерації.

## Біографія
В червні 1999 року призваний в ЗС РФ, служив у 460-му окремому навчальному ремонтно-відновлювальному батальйоні Далекосхідного військового округу. В 2000 році як стрілець комендантської роти Шалінської комендатури брав участь у Другій чеченській війні. В 2001 році підписав контракт і продовжив службу сапером. З серпня 2001 по січень 2002 року і в 2004/07 роках знову брав участь у Другій чеченській війні (в 2004/07 роках — як механік-водій тягача). Після звільнення з армії працював на різних роботах в Харовському районі. З 2018 року — машиніст котельні АТ «Вологодська обласна енергетична компанія». З червня 2022 року добровольцем брав участь у вторгненні в Україну. Старший стрілець 15-го мотострілецького полку 2-ї гвардійської мотострілецької дивізії. Загинув у бою. Похований 19 лютого 2023 року.

## Нагороди
- Медалі
- Звання «Герой Російської Федерації» (19 грудня 2022, посмертно) — «за мужність і героїзм, проявлені під час виконання військового обов'язку.» 18 лютого 2023 року медаль «Золота зірка» була передана рідним Смирнова.